# Crime of the Century
Crime of the Century är ett musikalbum från 1974 av den brittiska rockgruppen Supertramp. 

## Låtlista
Alla låtar är skrivna av Supertrampmedlemmarna Rick Davies och Roger Hodgson.
1. "School" - 5:34
2. "Bloody Well Right" - 4:31
3. "Hide in Your Shell" - 6:48
4. "Asylum" - 6:43
5. "Dreamer" - 3:31
6. "Rudy" - 7:19
7. "If Everyone Was Listening" - 4:04
8. "Crime of the Century" - 5:36